# 孔子学院
孔子学院（Confucius Institute）是一個國際性非營利教育機構，以國際中文教育發展為目標。由中華人民共和國國務院教育部轄下中外语言交流合作中心為背景的中国国际中文教育基金会管理，总部设在中國北京。截至2020年5月，中國在全球162個國家（地區）建立561所孔子學院和1,170個孔子課堂。

## 宗旨

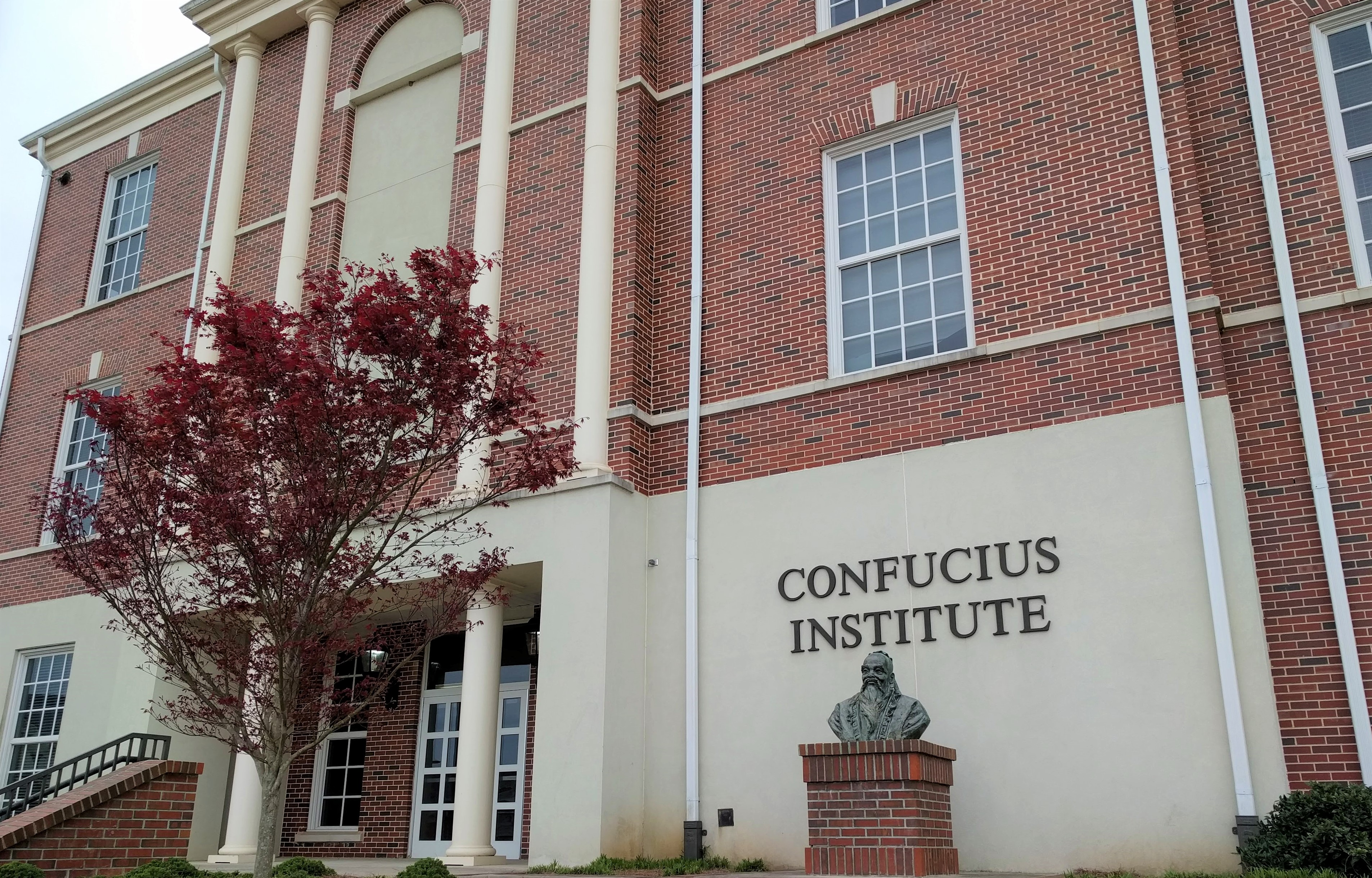
美国特洛伊大学孔子学院

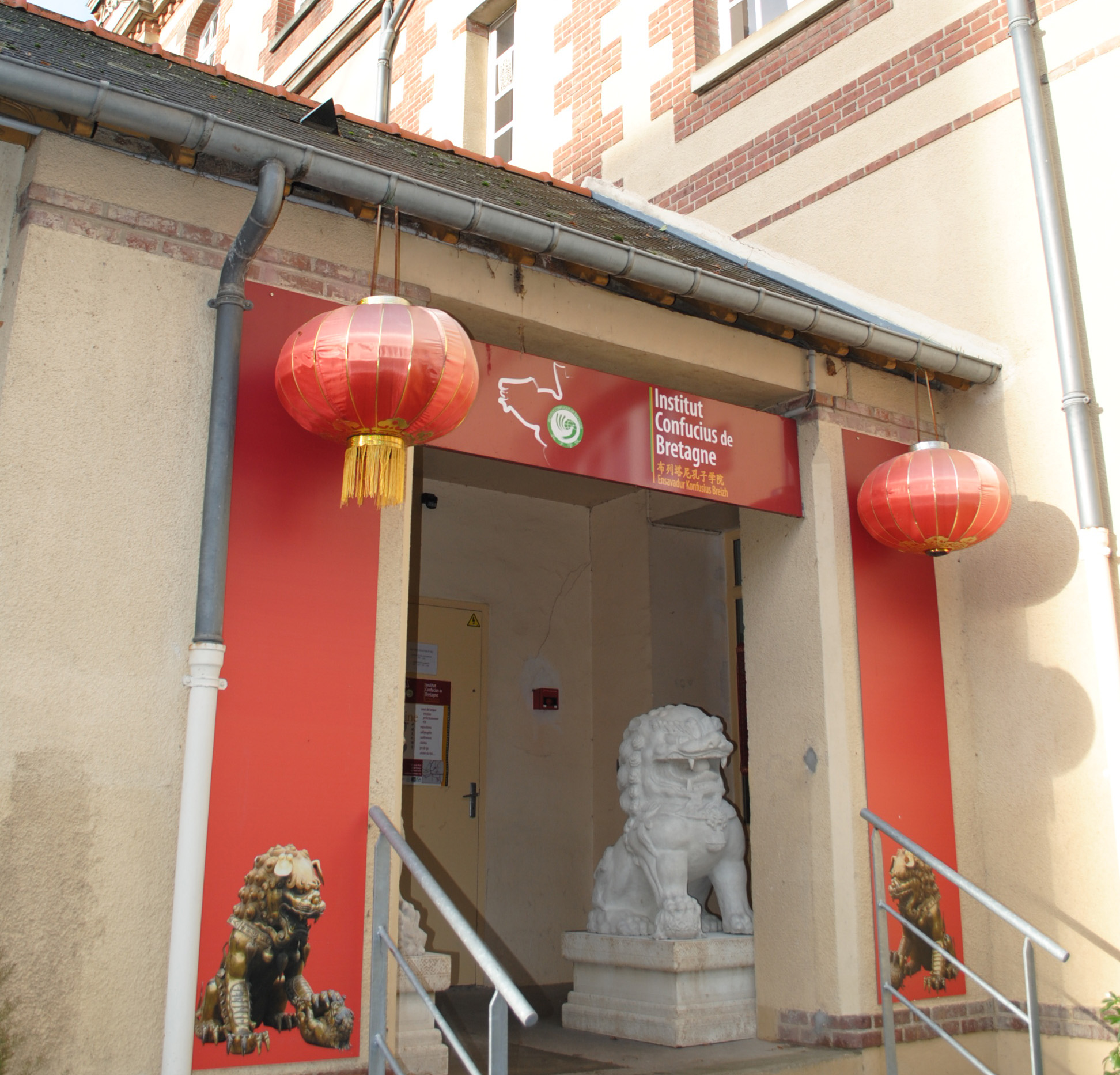
法国雷恩布列塔尼孔子学院

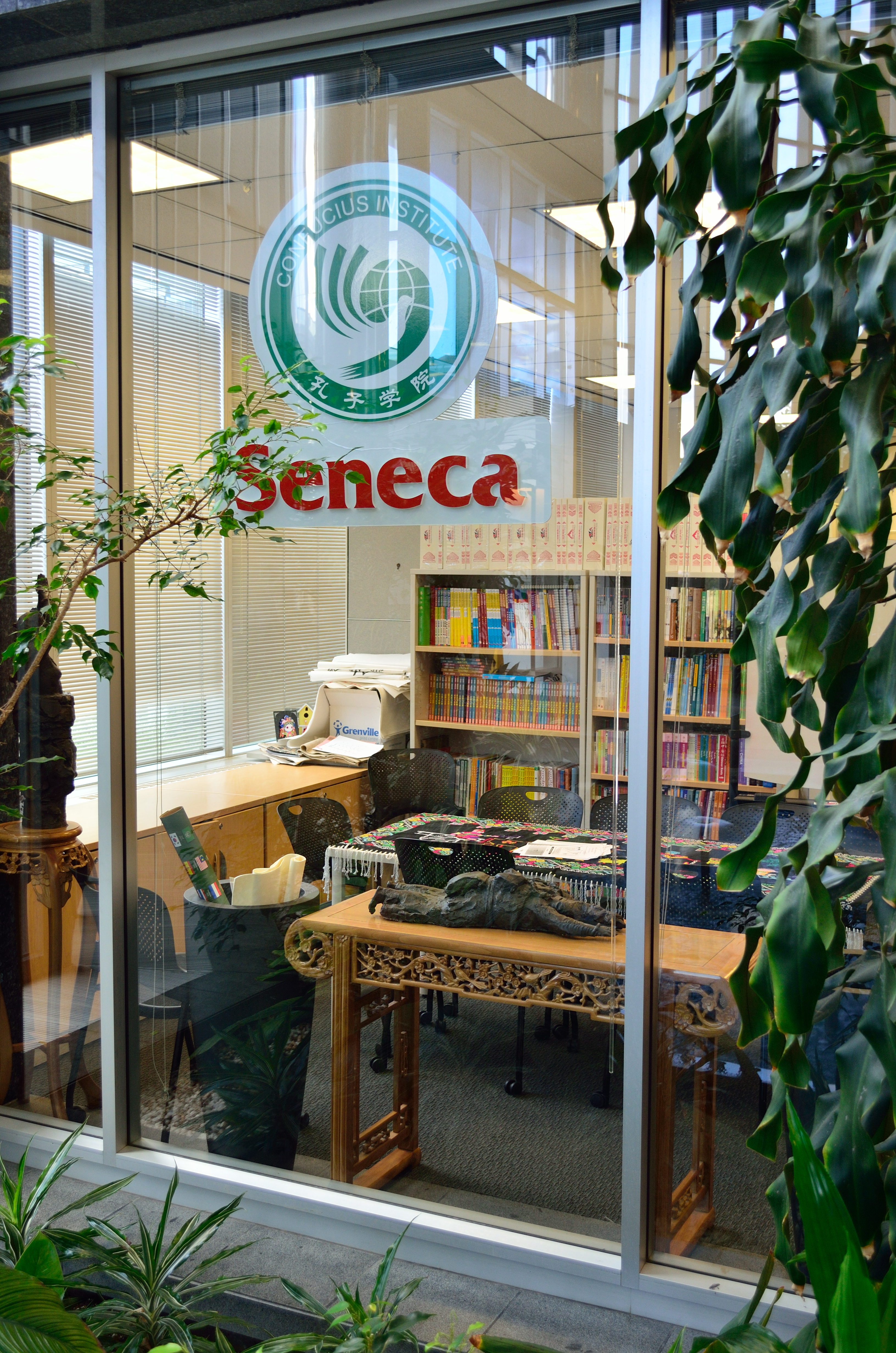
加拿大塞内卡应用艺术与技术学院孔子學院辦公室

《孔子学院章程》称孔子学院作为非营利性教育机构，其宗旨是增进世界人民对中国语言和文化的了解，发展中国与外国的友好关系，促进世界多元文化发展，为构建和谐世界贡献自己力量。
《中國日報》引用中共中央精神文明建设指导委员会主任李長春的話表示，「孔子學院的建立促進了漢語在國際上的普及，增強了中國與世界各國人民的文化交流，有利於中國走向世界，也有利於世界更好瞭解中國」，中國不會以孔子學院為工具從事秘密的政治宣傳活動。但2009年10月22日出版的《經濟學人》又引述其發言，他說孔子學院是「中國大外宣格局的重要組成部分」。

## 历史
1987年7月，中华人民共和国国务院成立国家对外汉语教学领导小组。2002年，经批准，中华人民共和国教育部成立国家对外汉语教学领导小组办公室（简称国家汉办），负责筹办孔子学院管理事宜。
2004年11月17日，美国马里兰大学与中国南开大学签署协议在马里兰大学建立北美洲第一家孔子学院——马里兰大学孔子学院。11月21日，全球第一所孔子学院在韩国首尔正式挂牌成立。2005年，欧洲第一所孔子学院在瑞典斯德哥尔摩大学成立。
截至2018年12月，中国已在全球154个国家和地区建立了548所孔子学院、1193个中小学孔子课堂，学员总数达187万人。
2020年7月，中华人民共和国教育部发布通知，决定将孔子学院总部更名为「教育部中外语言交流合作中心」，同时不再对外使用“国家汉办（HANBAN）”的名称。2020年7月5日，教育部中外语言交流合作中心发布公告，宣布该中心自当日起成立。新成立的教育部中外语言交流合作中心不再负责孔子学院品牌和机构运行。此后，孔子学院品牌将由多家高校、企业等发起成立的民间公益组织中国国际中文教育基金会全面负责运行。
2020年8月13日，美國將孔子学院在美國的總部「孔子学院美国中心」列为外国使团，不過孔子学院可以在美國繼續運作。
2021年10月31日，德國聯邦教育部長Anja Karliczek要求終止德國所有孔子學院。美國國會通過《2021年度美國國防授權法案》明訂美國國防部於2023年10月1日起禁止提供資金給設有孔子學院的高等教育機構，截至2022年6月已有逾百所美國大專院校關閉孔子學院。

## 教学内容

### 课程设置
纵观世界各地的孔子学院，课程设置大体可以分为：
- 语言类课程：在各类孔子院校中，语言课在所有课程中比例最高，通常有以下几种划分方法：

1. 按学习者的水平划分：初级汉语，中级汉语和高级汉语；
2. 按照教育体系划分：小学汉语，中学汉语，高中汉语，大学汉语；
3. 按照年龄划分：幼儿汉语，成人汉语；
4. 按照专项技能划分：交际汉语、口语、会话、阅读、写作；
5. 按照专门目标划分：社区汉语、家庭汉语、教职工汉语、公司汉语、夏令营、HSK考试等。其中初级汉语课程约占一半以上，在汉语课程中比例最高。

- 文化类课程：文化类包括汉语文化、中国茶文化、太极语言文化班、中国文化研究、汉字演变与汉字文化、中国传统文化等。课时量在孔子学院课程体系中位居第二位。文化类课程应充分体现多元化特征、不同时代特征，不能仅仅局限在儒家文化或者东部地区的传统文化，教学中要有“大文化观”。
- 文史哲课程：文史哲课程包括文学、历史、哲学类课程，其中文学类课程居多，包括：中国文学、论语选读、中国古代文学。历史类课程包括：中国历史和中世纪中国。哲学类课程包括：中国哲学课程、中国宗教信仰、中国古典文学中的哲学主题。这类课程总的学时量不大，开设的学校亦不多，以欧美国家的孔子学院为主。
- 特色课程：特色课程指商务、艺术、电影、太极、茶艺、书法、相声、烹饪、音乐、舞蹈、剪纸、绘画、戏曲、表演、医疗、旅游课程等。这类课程是世界各地孔子学院的首选课程，但特色不明显，整体发展情况良莠不齐。各地学校应明确自身定位，突出办学特色，侧重商务、中医、武术、烹饪、艺术、旅游等特色教学。
- 汉语教师培训课程：包括本土教师培训班、汉语教师培训班等，这类课程对当地汉语教学的可持续发展具有重要意义。但目前开设的较少，与孔子学院人力、物力、财力有限有关。海外汉语教师缺乏一直是汉语教学发展的一大瓶颈，而孔子学院的重要功能之一就是本土汉语教师培训的基地，在孔子学院开设教师培训课程，可以为海外汉语教学提供师资支持，也可以为中外汉语教师提供一个相互交流、学习和合作的平台。[14][15]

### 教材與学习资源
国家汉语国际推广领导小组办公室吸纳相关领域专家参与制定孔子学院的教学大纲，研发配套教材和教学法材料，2009年出台了第一部国际通用的对外汉语水平测试标准。随着“ 汉语热” 的不断升温，为了适应来自不同背景的学生需求，孔子学院的教材编写越来越丰富灵活。一方面，作为提高各国孔子学院实际教学水平的关键因素，“本土化” 汉语教材是孔子学院教材编写的热点话题。目前孔子学院教材内容涵盖语言知识、诗词、书法、中医、传统工艺等等中华传统文化的多个方面。但由于中外在语言文化、风俗习惯等各个方面存在着很大的差异，教材内容并不一定完全被国外的学生所理解。中外合作编写教材可以最大限度地切合当地国教学对象的需求，真正做到教材本土化，避免输入教材“水土不服”。

### 教学方法
在汉语教学中，汉字是汉语的基础，也是帮助各国人民学习和了解中华文化的重要途径。把汉字教学和认知理论有机结合起来，寻求科学有效的方法，依据实际情况组织汉字教学，突破汉字教学与学习的瓶颈，用汉字教学促进汉语教学。常见的几种实用的汉字教学方法包括拼字、读字卡、猜字谜和成语接龙等各種教學。
世界各地的孔子学院根据所在国的国情和当地的实际情况，采用不同的教学方法和教学模式。

## 分支机构

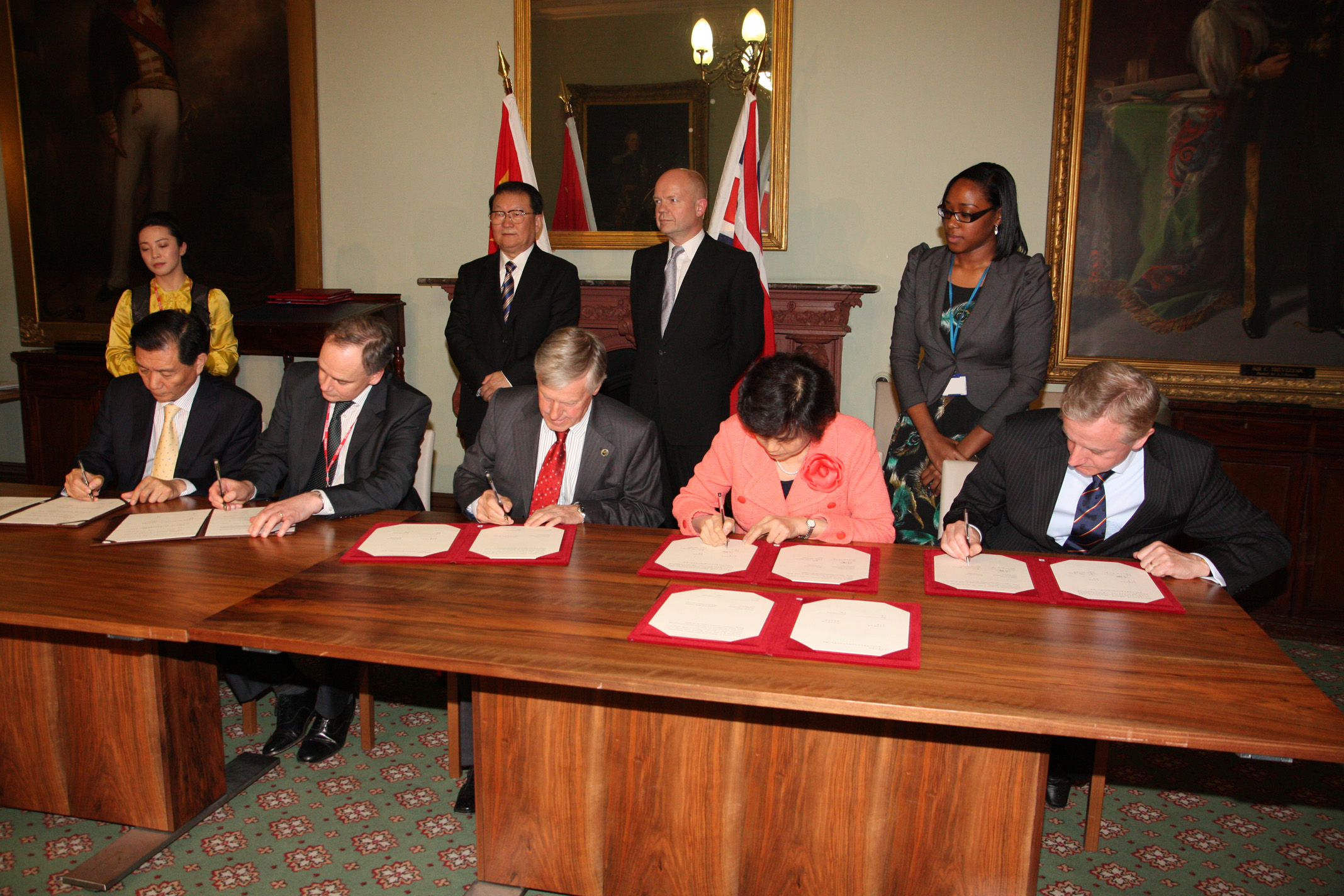
英國班戈大学孔子学院成立签约仪式。

### 合作伙伴
孔子学院可采用总部直接投资、总部与国外机构合作、总部授权特许经营三种形式设立。现阶段主要以中外合作方式建设孔子学院，具体合作方式由孔子学院总部与国外合作方共同协商确定。
孔子学院的合作伙伴主要是国内外大学、中学、教育机构等，其中国际伙伴既包括美国哥伦比亚大学、德国海德堡大学、荷兰莱顿大学、日本早稻田大学等世界一流大学，同时也包括一些高中等教育机构。

### 經費
根據官方報導，每所孔子學院的開辦費用共50萬美元，由中國政府分五年支出，每年10萬美元，之後自負盈虧。

## 文化活动

### 孔子学院日
为热烈庆祝孔子学院成立10周年，孔子学院总部/国家汉办自2014年9月27日起，将每年9月27日设定为“孔子学院日”，旨在提高孔子学院在各国的认同度和影响力。

### 孔院“开放日”
2014年9月27日，全球孔子学院共同庆祝了自己的首个节日——“孔子学院日”。这一天，孔子学院总部也首次举办了“开放日”活动，主要包括：全球“孔子学院日”启动仪式、文化沙龙、名家讲座、汉语体验课、书法、绘画、中医、剪纸、舞蹈、武术、戏曲、民乐、故事会、知识竞赛、电影放映等，同时举办了孔子学院10周年展览、各国孔子学院纪录片展播、教学资源展览和业务咨询等。

## 批評

### 美国
- 美国政府曾积极施压各国抵制孔子学院，认为孔子學院“是中國的大外宣”，与中國政府有密切關係，并认为其試圖影響大學學術自由、干擾其運作。美国自由亚洲电台引述未透露姓名的印度及日本官員言论懷疑，孔子學院本身不僅傳授漢語，同時亦傳授有利獨裁、大汉族主义和中国特色社会主义的意识形态，意圖影響各國對中国的評價。[32][33][34][35]

- 美国《华盛顿邮报》指出，和其它文化學院（如英國文化協會和法国文化协会）不同的是，孔子學院一般是在大學內運作，並在這些機構的課程上行使一定的影響力。并指這樣可能威脅它們的誠信[36][37]。美國華盛頓智庫「2049計畫研究所」2013年10月公布一份報告中指，孔子學院在傳授漢語的同時，也在灌輸有利中國的意識形態，藉此影響對中國的評價[38]。

- 2009年芝加哥大學設立孔子學院時，該校174名教授聯名反對[39][40]，理由是担心大学的学术自由会受到有中国政府背景的孔子学院影响。組織這項連署行動的芝大宗教歷史教授林肯（Bruce Lincoln）认为中國政府要推广其文化應另外成立自己的機構，孔子学院这种模式可能会使以色列、沙烏地阿拉伯等国效仿。[41][42][43]2013年11月，芝加哥大學教授馬歇爾·薩林斯在《國家（英语：The Nation）》雜誌發表文章，指出孔子學院以政治敏感為由干預學術的幾個例子：如2009年北卡羅來納州立大學因孔子學院反對而取消達賴喇嘛的訪問；2013年雪梨大學因孔子學院反對而一度考慮取消達賴喇嘛的訪問；2008年滑鐵盧大學的孔子學院動員學生聲援中國鎮壓西藏的抗議活動；麦克马斯特大学與臺拉維夫大學因為孔子學院的反法輪功活動而遇到法律問題。[44][45][46]。2014年9月25日，芝加哥大學宣布中止與孔子學院繼續合作[47]；10月1日，賓州州立大學跟進，宣布將在年底中止與孔子學院長達5年的合作。[48][49]

- 2012年5月17日，美国国务院向全美的孔子学院发布公告称，目前在美国持有J-1签证的孔子学院中国教师必须在6月30日离境，并不会得到签证续签，但可回到中国再申办适当的交流项目签证[50]。美国官方2012年年初曾对持有J-1签证人员情况进行过调查。5月27日，经中方与美方交涉和磋商，美国务院承诺采取灵活态度，妥善解决有关美国大学孔子学院的中国教师签证问题，而且孔子学院也不需要进行资质认证[51]。

- 2014年9月，美国《經濟學人》杂志称孔子學院在美國招致越來越多批評[52]。中央研究院歷史語言研究所所長黃進興表示，《經濟學人》刊登的該文章引起歐美學術界的廣大回響。[45]

- 2017年5月3日，美國全美學者協會（英语：National Association of Scholars）發表《外包給中國：在美國高等學府的孔子學院及軟實力》調查報告，批评中华人民共和国政府通過孔子學院向海外國家地區，輸出其意識形態，干預美國高校學術自由情況，並呼籲關閉所有孔子學院。[53]。2017年12月27日，美国《纽约时报》发布评论〈中国伸向西方的手伸得太长了〉，文章写道：“在美国的大学校园里，接受来自受北京支持的孔子学院的资金，已经带来了失去学术自由的代价：孔子学院资助的语言和文化中心禁止讨论用批判性眼光看待中国的议题，引起了人们日益增长的担忧。”[54]

- 2018年2月13日，在美国国会一个年度公开听证会上，美国联邦调查局局长克里斯托弗·雷表示，孔子学院“的确是一个担忧”，联调局目前正处在谨慎的观察阶段。[55]2月18日，美国专栏作家、外交和国家安全方面的媒体人乔希·罗金，在《华盛顿邮报》发表题为〈认识中国对美国大学的渗透〉的评论，表示中国对美国的大规模影响行动，在美国大学中采取了长远的播种的方式，意图多年甚至几十年后开花。而孔子学院正是中国政府与美国高校建立合作的重要方式。除了可能是中华人民共和国的间谍窝点，孔子学院构成的更严重的挑战，是危害美国下一代领导人了解、思考和谈论中国现实及中华人民共和国政府真实性质的能力。[56]

- 2020年8月15日，美国加州大学戴维斯分校宣布关闭其孔子学院[57]。

- 2020年9月1日，美國國務卿麥克·龐培歐（Mike Pompeo）表示，他認為美國大學校園內的孔子學院有望在2020年底前全數關閉。他在接受美國福斯電視訪問時表示：「大家都逐漸理解孔子學院所帶來的風險。」[58]

- 美國學者克蘭（Sam Crane）曾發表多份有關儒家思想的學術論文，他指出，「孔子學院」這個名稱有誤導，學院所教的內容絶大部分與孔子學說無關，但現在很多人把「儒家思想（Confucianism）」這個字與中國專制政權掛勾，削弱了它在文化上的吸引力。[59]

### 加拿大
- 加拿大政府亦对孔子学院持反对态度。加拿大國家安全情報局稱，孔子學院是中國意圖滲透西方的一步[60]。加拿大《溫哥華太陽報》批评，孔子学院总部與英屬哥倫比亞理工學院合辦的加拿大溫哥華市孔子學院中，支持者認為，教授中國語言与文化是好的。反對者認為，這是中國滲透、影響外國民眾與政府的工具[61]。

- 2013年2月，加拿大哈密尔顿的麦克马斯特大学宣布于当年7月31日关闭校内的孔子学院[62]，因为招聘过程涉及宗教歧视，违反了加拿大法律[63]。公告表示，该校与北京語言大學合办孔子学院，中方负责在中国招聘教师，然而招聘标准不符合加拿大大学的标准，存在信仰歧视与言论控制的问题。

- 2013年12月17日，加拿大大學教師協會（英语：Canadian Association of University Teachers）在網站上刊文，呼籲加拿大各大學和學院切斷與「中國威權政府資助、監督的機構」的聯繫，呼籲各高校終止與孔子學院的合作。該協會是加拿大眾多高校教師工會的聯合組織，會員6萬多。協會執行總監托克(James Turk)批評：「孔子學院本質上是中國政府的政治機構。他們限制討論中國政府認定有爭議的話題，因此，不應該出現在我們的校園。」[64][65]

- 多倫多教育局在2014年10月1日投票通過停辦孔子學院，但需等到10月29日的董事會正式確認。[66]10月29日，多伦多教育局终止与孔子学院继续合作。[67][68]

### 其他地区
- BBC中文网引述宋永毅、何頻的话認為，孔子學院與文革時批林批孔一樣，是鞏固政权工具[69]。台湾《苹果日报》批评，孔子学院是为了達到「弱西強中」的戰略目標[70]。

- 瑞典國會有议员表示，孔子學院為中国政府提供了政治宣傳的平台[71]。1月，瑞典斯德哥尔摩大学宣布将关闭孔子学院。[72]

- 2013年9月，法國里昂第二大學及里昂第三大學關閉孔子學院，有报道称是因為孔子學院是中方意識形態輸出的工具，孔子學院干擾西方學術自由，中方以政治立場來影響學術[73]。自由亚洲电台报导指，法国第一所孔子学院因贪腐被实名举报。七年期间，中方院长和教师均由无任何相关学历、教学经验的人员担任。并且存在虚报学生人数，通过虚假项目、伪造契約骗取资金等行为。[74]

- 2019年8月22日，澳大利亞新南威尔士州宣佈終止在新南威尔士州教育与社区部進行的孔子學院合作項目[75]。2019年10月，布魯塞爾孔子學院院長疑似涉及間諜活動被比利時與歐盟拒絕入境。[76]2020年4月，瑞典關閉境內所有孔子學院和課堂。[77]

- 被中共开除党籍的鮑彤在推特上表示，贊成關閉孔子學院。他說，孔子是他的啟蒙者，但孔子學院與孔夫子無關。「現在遍及全球的孔子學院，都是糟蹋這位先哲及其學說的屠宰場，」他說，「它們全姓共，不姓孔。」[59]

- 2021年4月，根據《自由亞洲電台》的報導。在2020年4月瑞典正式關閉了境內所有孔子學院後，其鄰國挪威也將跟隨瑞典腳步，成為第二個關閉中國孔子學院的北歐國家。奧斯陸大學研究人員柏克曼（Harald Bockman）表示：「該孔子學院是挪威唯一一間，而其實中國曾經嘗試在挪威他處設立孔子學院，但皆受挫於當局反對。孔子學院當然是中共的宣傳工具，也是中國軟實力的策劃，其由北京當局設立計畫，和西方學術機構使用的標準更是「背道而馳」。」[78]

- 2021年4月，斯洛伐克首都孔子學院的院長斯托拉（Ľuboslav Štora）由於不滿該國智庫「中歐亞洲研究中心」（CEIAS）執行長師馬杰（Matej Šimalčík），揭露華為研究的「臉部辨識技術專利」，可作為在中國大規模監視之用，向他發出威脅郵件，內容包括「您晚上能睡個好覺嗎？當您走在大街上時，應該會承受很大的壓力…」之類的暗示，引起輿論撻伐。[79]

- 据德国黑森下萨克森汇报（Hessische Niedersächsische Allgemeine）2021 年 7 月 3 日报道，哥廷根青年联盟（Junge Union)市协会正在争取汉诺威大学和哥廷根大学终止与孔子学院的合作。青年联盟以孔子学院受中国共产党控制并“旨在加强对北京极权主义意识形态的宣传并对德国大学施加有害影响的目的”为由，推动一项动议。来自云南省昆明市的黄雨涵撰写了该动议提案，他2018年来到德国，是德国主要政党德国基督教民主联盟（CDU）党员，及其青年组织Junge Union的成员。他向该组织成员介绍了关于孔子学院的情况，并在德国组织要求终止孔子学院与德国高校合作的相关活动。[80]